# Ribčev Laz
Ribčev Laz je naselje u slovenskoj Općini Bohinju. Ribčev Laz se nalazi u pokrajini Gorenjskoj i statističkoj regiji Gorenjskoj. 

## Stanovništvo
Prema popisu stanovništva iz 2002. godine naselje je imalo 155 stanovnika.